# Gualfard de Verona
Gualfard de Verona, o Wolfhard d'Augsburg (Augsburg, Baviera, 1070 – Verona, Vèneto, Itàlia, 30 d'abril de 1127) fou un artesà alemany, pelegrí i eremita a Verona. És venerat com a sant per diverses confessions cristianes.

## Biografia
Wolfhard havia nascut a Augsburg, llavors capital de Suàbia, on era seller. En 1096 marxà com a pelegrí cap a Roma, amb altres mercaders. S'aturà a Verona, on visqué un temps amb un viatjant i s'establí com a seller.
Poc després marxà i s'establí per fer vida eremítica en un bosc proper vora l'Adige, on hi visqué vint anys. Fou trobat llavors per uns caçadors i tornà a Verona, obrint un obrador i botiga de selles, però arran d'una inundació, deixà la ciutat i construí una ermita prop del monestir camaldulenc de San Salvatore di Corteregia, a la rodalia, on fou acollit com a germà convers. Hi visqué fins a la seva mort, tingut per persona santa pels veronesos, i destacant per la seva vida virtuosa i dedicada a la pregària, i la seva hospitalitat envers els viatgers. Morí a Corteregia en 1127.

## Veneració

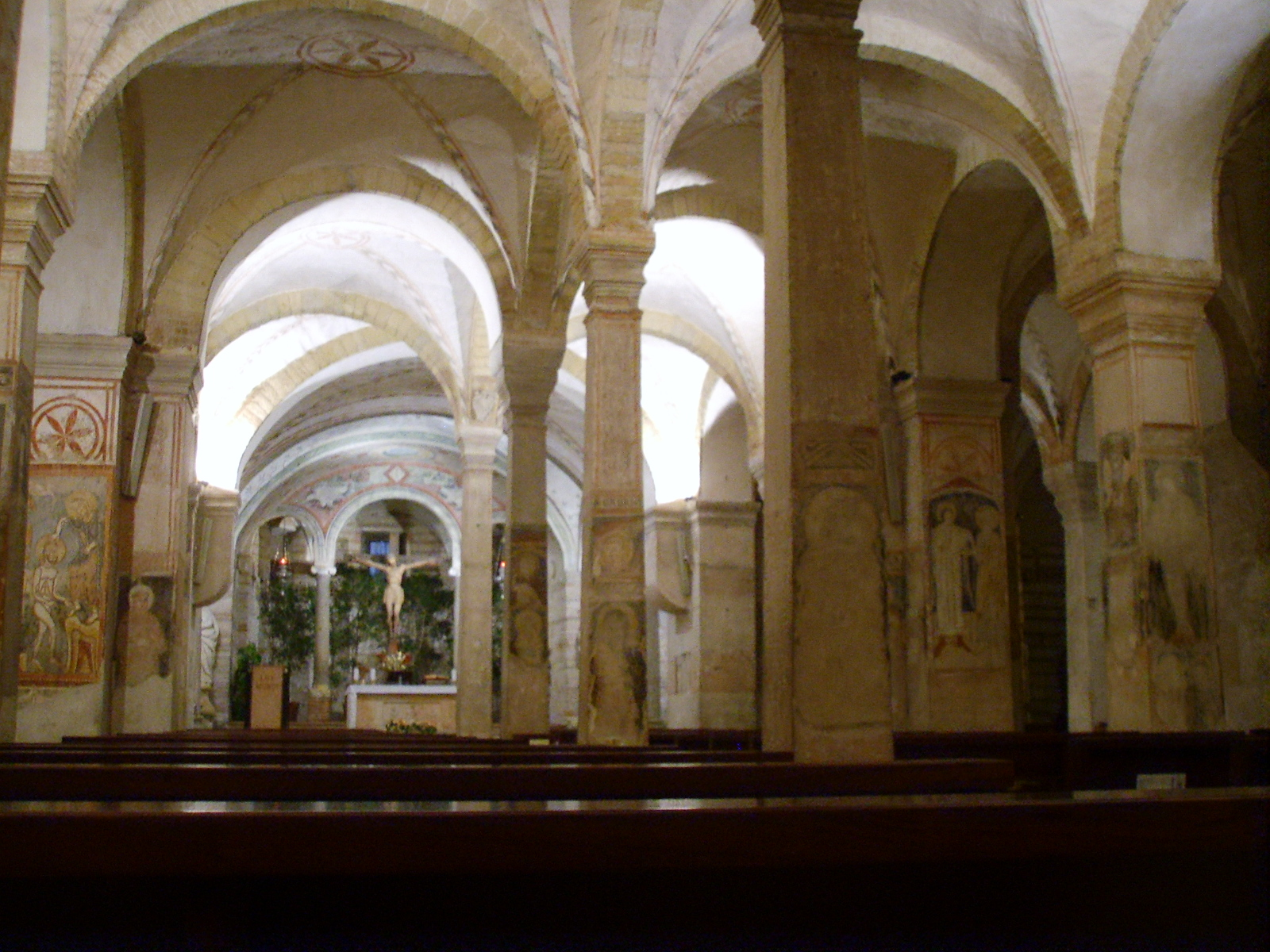
Interior de l'església de San Fermo Maggiore (Verona), on és enterrat el sant

Sebollit al monestir, les seves restes foren portades a San Fermo Maggiore de Verona. El 27 d'octubre de 1602 part de les relíquies foren donades i portades a l'església de St. Sebastian d'Augsburg. Un monjo contemporani n'escrigué la vida poc després, atribuint-li diversos miracles.
La seva festa litúrgica és el 30 d'abril; els veronesos el celebren l'1 de maig, i a Augsburg el 27 d'octubre, per la translació de les relíquies.